# Taboun
Un taboun, ou tabun (En biélorusse, russe et ukrainien : Табун, troupeau), est un élevage extensif de chevaux, sous la supervision de cavaliers intendants, les tabuntshik (Russe : табунщик, composé de Табун auquel est ajouté un suffixe issu des langues turques -щик). Les tabuns peuvent être extrêmement vastes, et compter jusqu'à 200 chevaux.
Le taboun peut faire référence à un troupeau de chevaux sauvages. Par extension, le mot taboun s'applique également à l'enclos où sont gardés les chevaux.
La taille du troupeau semble avoir plusieurs acceptions : il peut désigner un grand troupeau de chevaux, allant parfois jusqu'à 40 000 têtes, mais on retrouve ce terme utilisé par les Kazakhs pour caractériser un groupe de 8 à 10 chevaux menés à l'état semi-sauvage.

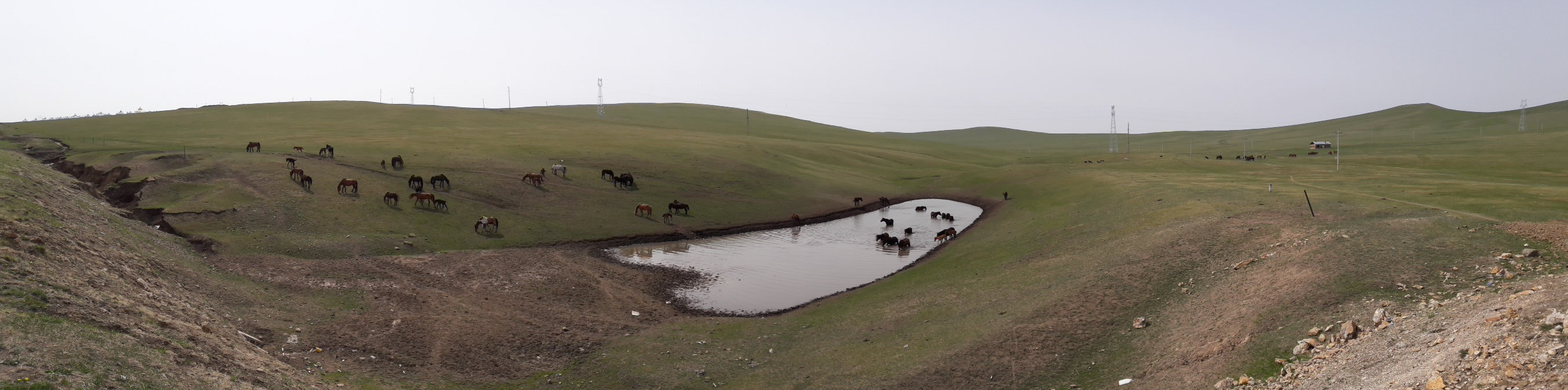
Un tabun à Hulunbuir, en Mongolie-Intérieure.